# Хофамт-Приль
Хофамт-Приль (нем. Hofamt Priel) — коммуна (нем. Gemeinde) в Австрии, в федеральной земле Нижняя Австрия. 
Входит в состав округа Мельк.  Население составляет 1696 человек (на 2012 года). Занимает площадь 39,63 км². Официальный код  —  31511.

## Политическая ситуация
Бургомистр коммуны — Фридрих Бухбергер (АНП) по результатам выборов 2010 года.
Совет представителей коммуны (нем. Gemeinderat) состоит из 19 мест.
- АНП занимает 14 мест.
- СДПА занимает 5 мест.